# Björngårdsgatan

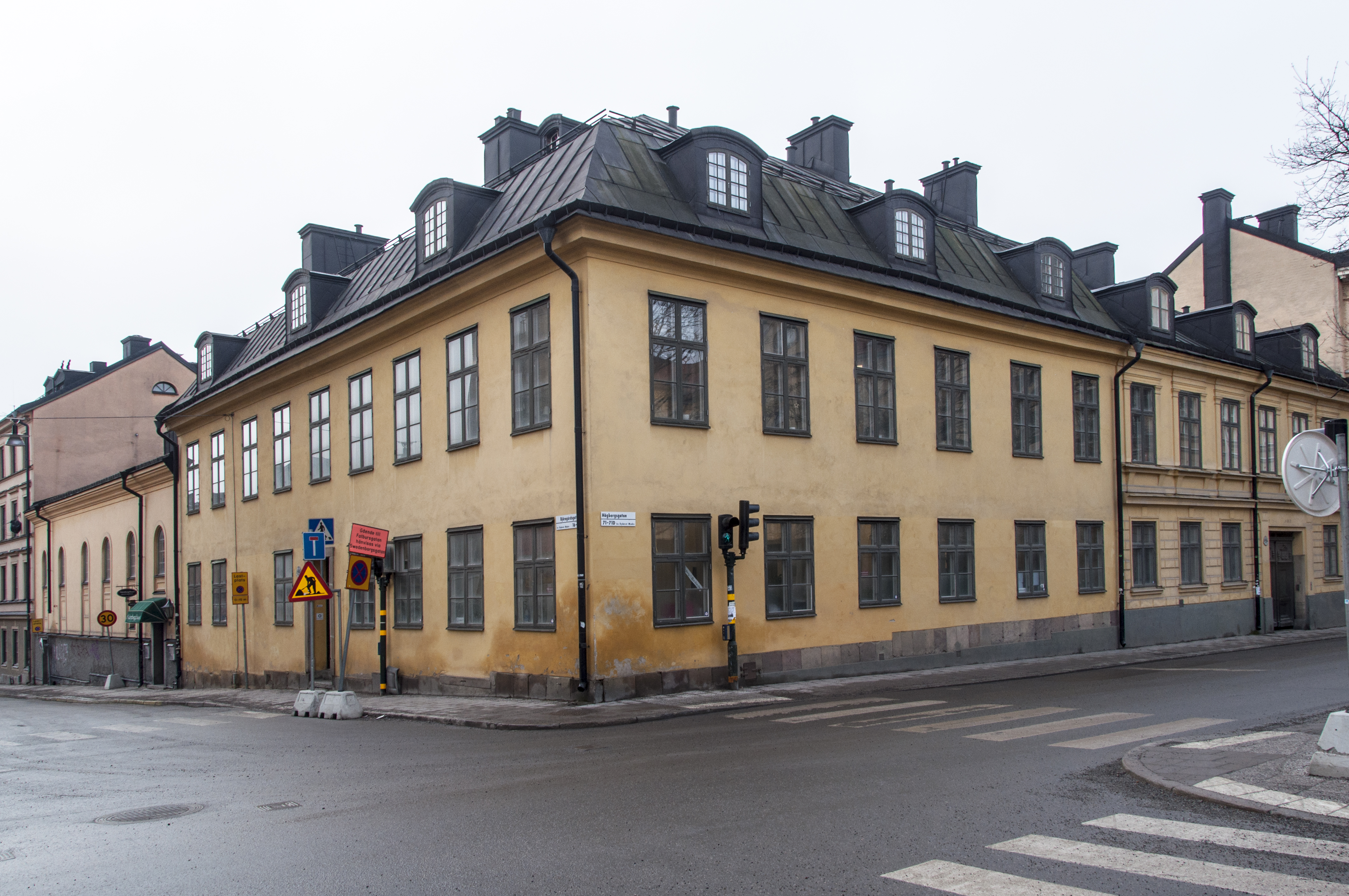
Kvarteret Dykärret i hörnet Björngårdsgatan och Högbergsgatan.

Björngårdsgatan är en gata på Södermalm i Stockholms innerstad som sträcker sig från Sankt Paulsgatan i norr till Fatbursgatan i söder. 

## Historik

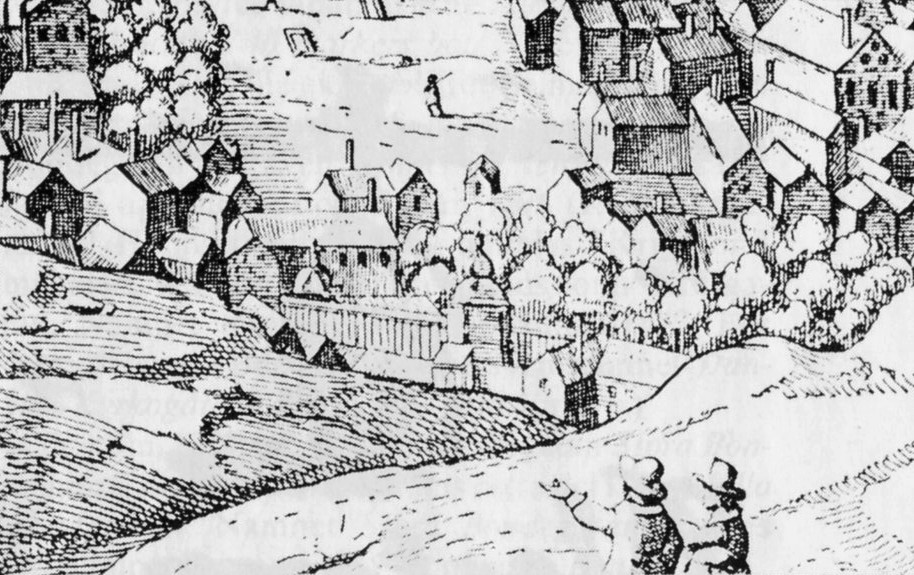
Björngården (närmast), 1650-tal.

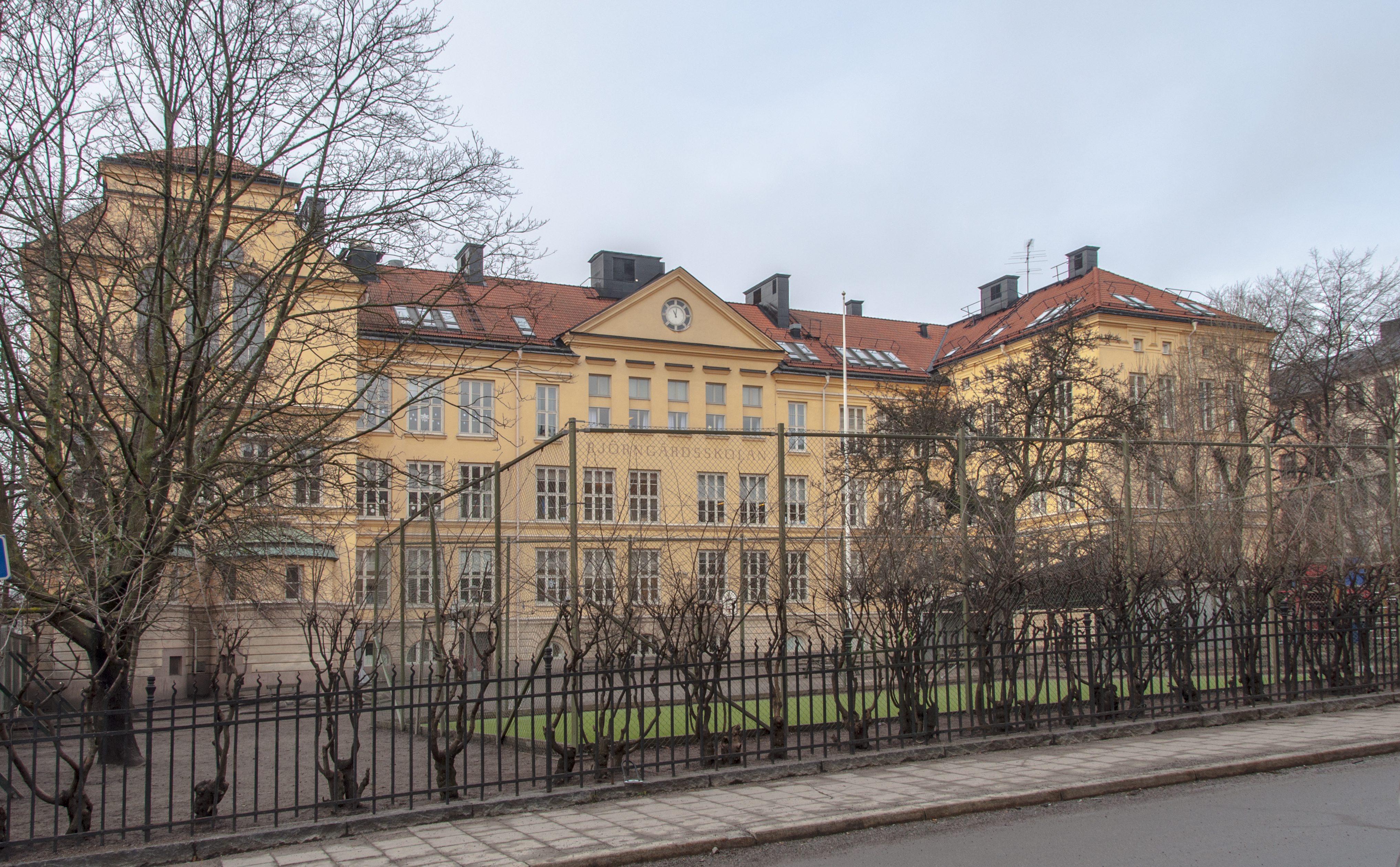
Björngårdsskolan, 2014.

Tidigare namn var Biörnegathun (1647), Biörnegårds Brundz gatan (1679) och Biörne gårdz gatun (1669). I Holms tomtbok från 1679 förekommer Biörnegårdz eller Fatheburs brunz gattan. Gatan har sitt namn efter den "björngård" som på 1600-talet låg vid hörnet av Sankt Paulsgatan. I björngården förvarades björnar som fick delta i uppvisningar. Enligt en annan tradition var värdshuset Björnen (med en björn i skylten) anledningen till namngivningen.
I en mantalslängd från 1623 omtalas Jacob Olsson i Biörngården. År 1637 köptes björngården av "comedianten" Christian Thum. Han ledde en tysk skådespelartrupp, som sedan 1628 uppträdde vid hovet.
Även hälsobrunnen Björngårdsbrunn, Björngårdsteatern och värdshuset Björngårdskällaren (som under en tid drevs av Björngårdsteatern) låg vid gatan. Den sistnämnda blev efter hand ett av Södermalms mera kända värdshus och fanns kvar ända fram till 1877, då huset revs. På 1700-talet hette gatan "Fatbursgatan", men det namnet flyttades över till den nuvarande Fatbursgatan när sjön Fatburen fylldes igen och Södra station anlades.

## Byggnader och adresser längs gatan
- Nr. 3: Tidigare Spegelteatern, numera lokaler för skivbolaget Ingrid.
- Nr. 8: Här låg tidigare C G Piehls Bryggeri.
- Nr. 10: Björngårdsskolan. Byggd 1905–1908 som folkskolelärarinneseminarium.
- Nr. 14: Här låg tidigare Nürnbergs Bryggeri.
- Nr. 23: Oscar I:s Minne, sjukhem byggt 1873–1875, enligt arkitekt Per Ulrik Stenhammars ritningar.